# Giải vô địch bóng đá châu Âu 2004
Giải vô địch bóng đá châu Âu 2004 (UEFA Euro 2004) được tổ chức ở Bồ Đào Nha từ ngày 12 tháng 6 cho đến ngày 4 tháng 7 năm 2004. Đây là giải vô địch bóng đá châu Âu lần thứ 12, được tổ chức bốn năm một lần bởi UEFA. Đội tuyển Hy Lạp gây bất ngờ lớn khi đoạt chức vô địch châu Âu đầu tiên của mình, dù không được đánh giá cao trước khi vào giải. Người ghi bàn thắng duy nhất trong trận chung kết giữa Hy Lạp và Bồ Đào Nha là tiền đạo Angelos Charisteas. Pháp là đương kim vô địch nhưng thua ở tứ kết trước Hy Lạp.

## Các đội tham dự

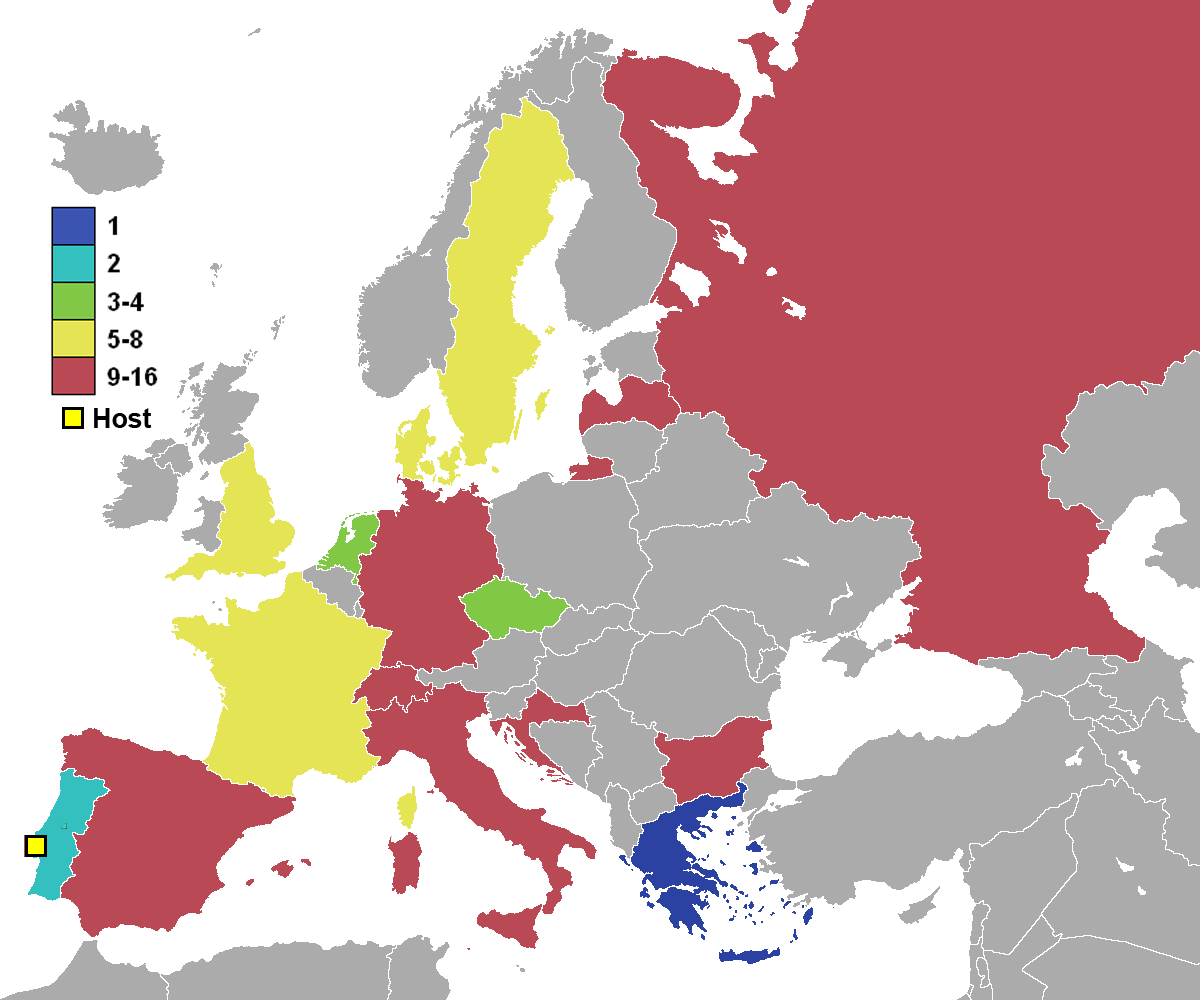
Các quốc gia lọt vào vòng chung kết Euro 2004

Các quốc gia tham dự vòng chung kết lần này gồm:
| Đội tuyển    | Các lần tham dự trước                              |
| ------------ | -------------------------------------------------- |
| Anh          | 6 (1968, 1980, 1988, 1992, 1996, 2000)             |
| Đức          | 8 (1972, 1976, 1980, 1984, 1988, 1992, 1996, 2000) |
| Hà Lan       | 6 (1976, 1980, 1988, 1992, 1996, 2000)             |
| Latvia       | Lần đầu                                            |
| Pháp         | 5 (1960, 1984, 1992, 1996, 2000)                   |
| Nga          | 7 (1960, 1964, 1968, 1972, 1988, 1992, 1996)       |
| Đan Mạch     | 6 (1964, 1984, 1988, 1992, 1996, 2000)             |
| Bulgaria     | 1 (1996)                                           |
| Croatia      | 1 (1996)                                           |
| Cộng hòa Séc | 5 (1960, 1976, 1980, 1996, 2000)                   |
| Ý            | 5 (1968, 1980, 1988, 1996, 2000)                   |
| Bồ Đào Nha   | 3 (1984, 1996, 2000)                               |
| Thụy Điển    | 2 (1992, 2000)                                     |
| Tây Ban Nha  | 6 (1964, 1980, 1984, 1988, 1996, 2000)             |
| Thụy Sĩ      | 1 (1996)                                           |
| Hy Lạp       | 1 (1980)                                           |

## Phân loại hạt giống
| Nhóm 1       | Nhóm 1 | Nhóm 1 |
| Đội          | Hệ số  | Rank   |
| ------------ | ------ | ------ |
| Bồ Đào Nha1  | 2.400  | 13     |
| Pháp2        | 3.000  | 1      |
| Thụy Điển    | 2.389  | 12     |
| Cộng hòa Séc | 2.333  | 7      |

| Nhóm 2      | Nhóm 2 | Nhóm 2 |
| Đội         | Hệ số  | Rank   |
| ----------- | ------ | ------ |
| Ý           | 2.313  | 8      |
| Tây Ban Nha | 2.313  | 2      |
| Anh         | 2.313  | 5      |
| Đức         | 2.188  | 6      |

| Nhóm 3   | Nhóm 3 | Nhóm 3   |
| Đội      | Hệ số  | Thứ hạng |
| -------- | ------ | -------- |
| Hà Lan   | 2.167  | 3        |
| Croatia  | 2.125  | 14       |
| Nga      | 2.056  | 18       |
| Đan Mạch | 2.056  | 9        |

| Nhóm 4   | Nhóm 4 | Nhóm 4   |
| Đội      | Hệ số  | Thứ hạng |
| -------- | ------ | -------- |
| Bulgaria | 1.889  | 22       |
| Thụy Sĩ  | 1.611  | 24       |
| Hy Lạp   | 1.563  | 19       |
| Latvia   | 1.250  | 30       |

## Các sân vận động
| LisboaAveiroPortoCoimbraBragaGuimarãesFaro/LouléLeiria | Lisboa                           | Lisboa                         | Aveiro                            |
| ------------------------------------------------------ | -------------------------------- | ------------------------------ | --------------------------------- |
| LisboaAveiroPortoCoimbraBragaGuimarãesFaro/LouléLeiria | Sân vận động Ánh sáng            | Sân vận động José Alvalade     | Sân vận động Thành phố Aveiro     |
| LisboaAveiroPortoCoimbraBragaGuimarãesFaro/LouléLeiria | Sức chứa: 65.647                 | Sức chứa: 50.095               | Sức chứa: 32.830                  |
| LisboaAveiroPortoCoimbraBragaGuimarãesFaro/LouléLeiria |                                  |                                |                                   |
| LisboaAveiroPortoCoimbraBragaGuimarãesFaro/LouléLeiria | Porto                            | Porto                          | Faro/Loulé                        |
| LisboaAveiroPortoCoimbraBragaGuimarãesFaro/LouléLeiria | Sân vận động Dragão              | Sân vận động Bessa             | Sân vận động Algarve              |
| LisboaAveiroPortoCoimbraBragaGuimarãesFaro/LouléLeiria | Sức chứa: 50.033                 | Sức chứa: 28.263               | Sức chứa: 30.305                  |
| LisboaAveiroPortoCoimbraBragaGuimarãesFaro/LouléLeiria |                                  |                                |                                   |
| Braga                                                  | Guimarães                        | Coimbra                        | Leiria                            |
| Sân vận động Thành phố Braga                           | Sân vận động D. Afonso Henriques | Sân vận động Thành phố Coimbra | Sân vận động Dr. Magalhães Pessoa |
| Sức chứa: 30.286                                       | Sức chứa: 30.000                 | Sức chứa: 29.622               | Sức chứa: 28.642                  |
|                                                        |                                  |                                |                                   |

## Trọng tài
Dưới đây là danh sách 12 trọng tài chính của Euro 2004:
| - Kim Milton Nielsen - Mike Riley - Gilles Veissière - Markus Merk | - Pierluigi Collina - Terje Hauge - Lucílio Batista - Valentin Ivanov | - Ľuboš Micheľ - Manuel Mejuto González - Anders Frisk - Urs Meier |

## Vòng chung kết

### Vòng đấu bảng
|  | Đội giành quyền vào vòng trong. |

#### Bảng A
| Đội         | Số trận | Thắng | Hòa | Thua | Bàn thắng | Bàn thua | Hiệu số | Điểm |
| ----------- | ------- | ----- | --- | ---- | --------- | -------- | ------- | ---- |
| Bồ Đào Nha  | 3       | 2     | 0   | 1    | 4         | 2        | +2      | 6    |
| Hy Lạp      | 3       | 1     | 1   | 1    | 4         | 4        | 0       | 4    |
| Tây Ban Nha | 3       | 1     | 1   | 1    | 2         | 2        | 0       | 4    |
| Nga         | 3       | 1     | 0   | 2    | 2         | 4        | −2      | 3    |

| 12 tháng 6 năm 2004 |     |             |
| Bồ Đào Nha          | 1–2 | Hy Lạp      |
| Tây Ban Nha         | 1–0 | Nga         |
| 16 tháng 6 năm 2004 |     |             |
| Hy Lạp              | 1–1 | Tây Ban Nha |
| Nga                 | 0–2 | Bồ Đào Nha  |
| 20 tháng 6 năm 2004 |     |             |
| Tây Ban Nha         | 0–1 | Bồ Đào Nha  |
| Nga                 | 2–1 | Hy Lạp      |

#### Bảng B
| Đội     | Số trận | Thắng | Hòa | Thua | Bàn thắng | Bàn thua | Hiệu số | Điểm |
| ------- | ------- | ----- | --- | ---- | --------- | -------- | ------- | ---- |
| Pháp    | 3       | 2     | 1   | 0    | 7         | 4        | +3      | 7    |
| Anh     | 3       | 2     | 0   | 1    | 8         | 4        | +4      | 6    |
| Croatia | 3       | 0     | 2   | 1    | 4         | 6        | −2      | 2    |
| Thụy Sĩ | 3       | 0     | 1   | 2    | 1         | 6        | −5      | 1    |

| 13 tháng 6 năm 2004 |     |         |
| Thụy Sĩ             | 0–0 | Croatia |
| Pháp                | 2–1 | Anh     |
| 17 tháng 6 năm 2004 |     |         |
| Anh                 | 3–0 | Thụy Sĩ |
| Croatia             | 2–2 | Pháp    |
| 21 tháng 6 năm 2004 |     |         |
| Croatia             | 2–4 | Anh     |
| Thụy Sĩ             | 1–3 | Pháp    |

#### Bảng C
| Đội       | Số trận | Thắng | Hòa | Thua | Bàn thắng | Bàn thua | Hiệu số | Điểm |
| --------- | ------- | ----- | --- | ---- | --------- | -------- | ------- | ---- |
| Thụy Điển | 3       | 1     | 2   | 0    | 8         | 3        | +5      | 5    |
| Đan Mạch  | 3       | 1     | 2   | 0    | 4         | 2        | +2      | 5    |
| Ý         | 3       | 1     | 2   | 0    | 3         | 2        | +1      | 5    |
| Bulgaria  | 3       | 0     | 0   | 3    | 1         | 9        | −8      | 0    |

| 14 tháng 6 năm 2004 |     |           |
| Đan Mạch            | 0–0 | Ý         |
| Thụy Điển           | 5–0 | Bulgaria  |
| 18 tháng 6 năm 2004 |     |           |
| Bulgaria            | 0–2 | Đan Mạch  |
| Ý                   | 1–1 | Thụy Điển |
| 22 tháng 6 năm 2004 |     |           |
| Ý                   | 2–1 | Bulgaria  |
| Đan Mạch            | 2–2 | Thụy Điển |

#### Bảng D
| Đội          | Số trận | Thắng | Hòa | Thua | Bàn thắng | Bàn thua | Hiệu số | Điểm |
| ------------ | ------- | ----- | --- | ---- | --------- | -------- | ------- | ---- |
| Cộng hòa Séc | 3       | 3     | 0   | 0    | 7         | 4        | +3      | 9    |
| Hà Lan       | 3       | 1     | 1   | 1    | 6         | 4        | +2      | 4    |
| Đức          | 3       | 0     | 2   | 1    | 2         | 3        | −1      | 2    |
| Latvia       | 3       | 0     | 1   | 2    | 1         | 5        | −4      | 1    |

| 15 tháng 6 năm 2004 |     |              |
| Cộng hòa Séc        | 2–1 | Latvia       |
| Đức                 | 1–1 | Hà Lan       |
| 19 tháng 6 năm 2004 |     |              |
| Latvia              | 0–0 | Đức          |
| Hà Lan              | 2–3 | Cộng hòa Séc |
| 23 tháng 6 năm 2004 |     |              |
| Hà Lan              | 3–0 | Latvia       |
| Đức                 | 1–2 | Cộng hòa Séc |

## Vòng đấu loại trực tiếp
Trong vòng đấu loại trực tiếp, hiệp phụ, luật bàn thắng bạc và loạt sút luân lưu được sử dụng để quyết định đội thắng nếu cần thiết.
|  | Tứ kết              | Tứ kết            |                     |   | Bán kết | Bán kết |  |  | Chung kết | Chung kết |
|  |                     |                   |                     |   |         |         |  |  |           |           |
|  | 24 tháng 6 - Lisboa |                   |                     |   |         |         |  |  |           |           |
|  |                     |                   |                     |   |         |         |  |  |           |           |
|  | Bồ Đào Nha          | 2 (6)             |                     |   |         |         |  |  |           |           |
|  | Bồ Đào Nha          | 2 (6)             | 30 tháng 6 – Lisboa |   |         |         |  |  |           |           |
|  | Anh                 | 2 (5)             |                     |   |         |         |  |  |           |           |
|  | Anh                 | 2 (5)             | Bồ Đào Nha          | 2 |         |         |  |  |           |           |
|  | 26 tháng 6 - Loulé  |                   | Bồ Đào Nha          | 2 |         |         |  |  |           |           |
|  |                     |                   | Hà Lan              | 1 |         |         |  |  |           |           |
|  | Thụy Điển           | 0 (4)             | Hà Lan              | 1 |         |         |  |  |           |           |
|  | Thụy Điển           | 0 (4)             | 4 tháng 7 – Lisboa  |   |         |         |  |  |           |           |
|  | Hà Lan (pen.)       | 0 (5)             |                     |   |         |         |  |  |           |           |
|  | Hà Lan (pen.)       | 0 (5)             | Bồ Đào Nha          | 0 |         |         |  |  |           |           |
|  | 25 tháng 6 - Lisboa |                   | Bồ Đào Nha          | 0 |         |         |  |  |           |           |
|  |                     | Hy Lạp            | 1                   |   |         |         |  |  |           |           |
|  | Pháp                | Hy Lạp            | 1                   | 0 |         |         |  |  |           |           |
|  | Pháp                | 1 tháng 7 - Porto |                     | 0 |         |         |  |  |           |           |
|  | Hy Lạp              | 1                 |                     |   |         |         |  |  |           |           |
|  | Hy Lạp              | 1                 | Hy Lạp (h.p.)       | 1 |         |         |  |  |           |           |
|  | 27 tháng 6 - Porto  |                   | Hy Lạp (h.p.)       | 1 |         |         |  |  |           |           |
|  |                     |                   | Cộng hòa Séc        | 0 |         |         |  |  |           |           |
|  | Cộng hòa Séc        | 3                 | Cộng hòa Séc        | 0 |         |         |  |  |           |           |
|  | Cộng hòa Séc        | 3                 |                     |   |         |         |  |  |           |           |
|  | Đan Mạch            | 0                 |                     |   |         |         |  |  |           |           |
|  | Đan Mạch            | 0                 |                     |   |         |         |  |  |           |           |
|  |                     |                   |                     |   |         |         |  |  |           |           |

### Tứ kết
| Bồ Đào Nha                                                         | 2–2 (s.h.p.) | Anh                                                                 |
| ------------------------------------------------------------------ | ------------ | ------------------------------------------------------------------- |
| - Postiga 83' - Rui Costa 110'                                     | Chi tiết     | - Owen 3' - Lampard 115'                                            |
| Loạt sút luân lưu                                                  |              |                                                                     |
| - Deco - Simão - Rui Costa - Ronaldo - Maniche - Postiga - Ricardo | 6–5          | - Beckham - Owen - Lampard - Terry - Hargreaves - A. Cole - Vassell |

| Pháp | 0–1      | Hy Lạp         |
| ---- | -------- | -------------- |
|      | Chi tiết | Charisteas 65' |

| Thụy Điển                                                              | 0–0 (s.h.p.) | Hà Lan                                                        |
| ---------------------------------------------------------------------- | ------------ | ------------------------------------------------------------- |
|                                                                        | Chi tiết     |                                                               |
| Loạt sút luân lưu                                                      |              |                                                               |
| Källström · Larsson · Ibrahimović · Ljungberg · Wilhelmsson · Mellberg | 4–5          | Van Nistelrooy · Heitinga · Reiziger · Cocu · Makaay · Robben |

| Cộng hòa Séc                | 3–0      | Đan Mạch |
| --------------------------- | -------- | -------- |
| Koller 49' · Baroš 63', 65' | Chi tiết |          |

### Bán kết
| Bồ Đào Nha                | 2–1      | Hà Lan             |
| ------------------------- | -------- | ------------------ |
| Ronaldo 26' · Maniche 58' | Chi tiết | Andrade 63' (l.n.) |

| Hy Lạp        | 1–0 (s.h.p.) | Cộng hòa Séc |
| ------------- | ------------ | ------------ |
| Dellas 105+1' | Chi tiết     |              |

Hy Lạp đi tiếp nhờ luật bàn thắng bạc.

### Chung kết
| Bồ Đào Nha | 0–1      | Hy Lạp         |
| ---------- | -------- | -------------- |
|            | Chi tiết | Charisteas 57' |

## Cầu thủ ghi bàn
| 5 bàn - Milan Baroš 4 bàn - Wayne Rooney - Ruud van Nistelrooy 3 bàn - Jon Dahl Tomasson - Frank Lampard - Zinédine Zidane - Angelos Charisteas - Henrik Larsson 2 bàn - Marek Heinz - Jan Koller - Thierry Henry - Antonio Cassano - Cristiano Ronaldo - Maniche - Rui Costa - Zlatan Ibrahimović | 1 bàn - Martin Petrov - Dado Pršo - Igor Tudor - Milan Rapaić - Niko Kovač - Vladimír Šmicer - Jesper Grønkjær - Michael Owen - Paul Scholes - Steven Gerrard - David Trézéguet - Michael Ballack - Torsten Frings - Angelos Basinas - Giorgos Karagounis - Traianos Dellas - Zisis Vryzas - Simone Perrotta - Maris Verpakovskis - Roy Makaay | 1 bàn (tiếp) - Wilfred Bouma - Hélder Postiga - Nuno Gomes - Dmitri Bulykin - Dmitri Kirichenko - Fernando Morientes - Juan Carlos Valeron - Fredrik Ljungberg - Marcus Allbäck - Mattias Jonson - Johann Vonlanthen phản lưới nhà - Igor Tudor (trận gặp Pháp) - Jorge Andrade (trận gặp Hà Lan) |

## Đội hình tiêu biểu của UEFA
| Thủ môn                            | Hậu vệ | Tiền vệ | Tiền đạo |
| ---------------------------------- | --- | --- | --- |
| - Petr Čech - Antonios Nikopolidis | - Sol Campbell - Ashley Cole - Traianos Dellas - Olof Mellberg - Ricardo Carvalho - Yourkas Seitaridis - Gianluca Zambrotta | - Michael Ballack - Theodoros Zagorakis - Pavel Nedvěd - Maniche - Frank Lampard - Zinédine Zidane - Luís Figo | - Milan Baroš - Angelos Charisteas - Henrik Larsson - Wayne Rooney - Jon Dahl Tomasson - Ruud van Nistelrooy - Cristiano Ronaldo |

## Bảng xếp hạng giải đấu
| R                   | Đội          | G | Pld | W | D | L | GF | GA | GD | Pts |
| ------------------- | ------------ | - | --- | - | - | - | -- | -- | -- | --- |
| 1                   | Hy Lạp       | A | 6   | 4 | 1 | 1 | 7  | 4  | +3 | 13  |
| 2                   | Bồ Đào Nha   | A | 6   | 3 | 1 | 2 | 8  | 6  | +2 | 10  |
| Bị loại ở bán kết   |              |   |     |   |   |   |    |    |    |     |
| 3                   | Cộng hòa Séc | D | 5   | 4 | 0 | 1 | 10 | 5  | +5 | 12  |
| 4                   | Hà Lan       | D | 5   | 1 | 2 | 2 | 8  | 5  | +3 | 5   |
| Bị loại ở tứ kết    |              |   |     |   |   |   |    |    |    |     |
| 5                   | Anh          | B | 4   | 2 | 1 | 1 | 10 | 6  | +4 | 7   |
| 6                   | Pháp         | B | 4   | 2 | 1 | 1 | 7  | 5  | +2 | 7   |
| 7                   | Thụy Điển    | C | 4   | 1 | 3 | 0 | 8  | 3  | +5 | 6   |
| 8                   | Đan Mạch     | C | 4   | 1 | 2 | 1 | 4  | 5  | −2 | 5   |
| Bị loại ở vòng bảng |              |   |     |   |   |   |    |    |    |     |
| 9                   | Ý            | C | 3   | 1 | 2 | 0 | 3  | 2  | +1 | 5   |
| 10                  | Tây Ban Nha  | D | 3   | 1 | 1 | 1 | 2  | 2  | 0  | 4   |
| 11                  | Nga          | A | 3   | 1 | 0 | 2 | 2  | 4  | −2 | 3   |
| 12                  | Đức          | D | 3   | 0 | 2 | 1 | 2  | 3  | −1 | 2   |
| 13                  | Croatia      | B | 3   | 0 | 2 | 1 | 4  | 6  | −2 | 2   |
| 14                  | Latvia       | D | 3   | 0 | 1 | 2 | 1  | 5  | −4 | 1   |
| 15                  | Thụy Sĩ      | B | 3   | 0 | 1 | 2 | 1  | 6  | −5 | 1   |
| 16                  | Bulgaria     | C | 3   | 0 | 0 | 3 | 1  | 9  | −8 | 0   |